# 본네티아과
본네티아과(Bonnetiaceae)는 속씨식물과의 하나로 4개 속에 32종을 포함하고 있다. 이 과의 식물은 말레이시아에서 발견되는 플로이아리움속(Ploiarium)을 제외하면, 모두 신열대구에서만 자생한다.

## 하위 속
- Archytaea
- 본네티아속 (Bonnetia)
- Neblinaria
- 플로이아리움속 (Ploiarium)